# 群乐镇
群乐镇，是中华人民共和国四川省巴中市恩阳区下辖的一个乡镇级行政单位。

## 行政区划
群乐镇下辖以下地区：
群集社区、玉朵村、朝阳村、文笔村、坳盘村、独柏树村、朱家寨村、朱家沟村、石龙寺村、南江村、新河村、土城村和五郎村。